# Rescue Me (US-amerikanische Fernsehserie)/Episodenliste
Diese Episodenliste enthält alle Episoden der US-amerikanischen Dramaserie Rescue Me, sortiert nach der US-amerikanischen Erstausstrahlung. Zwischen 2004 und 2011 entstanden in sieben Staffeln 93 Episoden mit einer Länge von jeweils etwa 43 Minuten.

## Übersicht
| Staffel | Episodenanzahl | Erstausstrahlung USA | Erstausstrahlung USA | Deutschsprachige Erstausstrahlung | Deutschsprachige Erstausstrahlung |
| Staffel | Episodenanzahl | Staffelpremiere      | Staffelfinale        | Staffelpremiere                   | Staffelfinale                     |
| ------- | -------------- | -------------------- | -------------------- | --------------------------------- | --------------------------------- |
| 1       | 13             | 21. Juli 2004        | 13. Oktober 2004     | 5. Juni 2006                      | 21. August 2006                   |
| 2       | 13             | 21. Juni 2005        | 13. September 2005   | 16. April 2008                    | 3. Februar 2009                   |
| 3       | 13             | 30. Mai 2006         | 29. August 2006      | 10. Februar 2009                  | 5. Mai 2009                       |
| 4       | 13             | 13. Juni 2007        | 12. September 2007   | 12. Mai 2009                      | 4. August 2009                    |
| 5       | 22             | 7. April 2009        | 1. September 2009    | 9. April 2011                     | 3. September 2011                 |
| 6       | 10             | 29. Juni 2010        | 31. August 2010      | 10. September 2011                | 26. November 2011                 |
| 7       | 9              | 13. Juli 2011        | 7. September 2011    | 3. Dezember 2011                  | 28. Januar 2012                   |

## Staffel 1
Die Erstausstrahlung der ersten Staffel war vom 21. Juli bis zum 13. Oktober 2004 auf dem US-amerikanischen Kabelsender FX zu sehen. Die deutschsprachige Erstausstrahlung sendete der Schweizer Free-TV-Sender SF zwei vom 5. Juni bis zum 21. August 2006.
| Nr. (ges.) | Nr. (St.) | Deutscher Titel | Originaltitel | Erstausstrahlung USA | Deutschsprachige Erstausstrahlung (CH) | Regie            | Drehbuch                               |
| ---------- | --------- | --------------- | ------------- | -------------------- | -------------------------------------- | ---------------- | -------------------------------------- |
| 1          | 1         | Helden          | Guts          | 21. Juli 2004        | 5. Juni 2006                           | Peter Tolan      | Peter Tolan & Denis Leary              |
| 2          | 2         | Schwul          | Gay           | 28. Juli 2004        | 12. Juni 2006                          | John Fortenberry | Peter Tolan & Denis Leary              |
| 3          | 3         | Kansas          | Kansas        | 4. Aug. 2004         | 19. Juni 2006                          | John Fortenberry | Peter Tolan & Denis Leary              |
| 4          | 4         | D.N.A.          | DNA           | 11. Aug. 2004        | 26. Juni 2006                          | Jace Alexander   | Peter Tolan, Denis Leary & John Scurti |
| 5          | 5         | Maura           | Orphans       | 18. Aug. 2004        | 3. Juli 2006                           | Jace Alexander   | Salvatore Stabile                      |
| 6          | 6         | Rache           | Revenge       | 25. Aug. 2004        | 3. Juli 2006                           | Adam Bernstein   | Michael Caleo                          |
| 7          | 7         | Drei            | Butterfly     | 1. Sep. 2004         | 10. Juli 2006                          | Adam Bernstein   | Robert Krausz                          |
| 8          | 8         | Witwen          | Inches        | 8. Sep. 2004         | 17. Juli 2006                          | Adam Bernstein   | Michael Caleo                          |
| 9          | 9         | Eis             | Alarm         | 15. Sep. 2004        | 24. Juli 2006                          | John Fortenberry | Peter Tolan & Denis Leary              |
| 10         | 10        | Zwillinge       | Immortal      | 22. Sep. 2004        | 31. Juli 2006                          | Jace Alexander   | Peter Tolan & Denis Leary              |
| 11         | 11        | Mutter          | Mom           | 29. Sep. 2004        | 7. Aug. 2006                           | Jace Alexander   | Peter Tolan & Denis Leary              |
| 12         | 12        | Fünftausend     | Leaving       | 6. Okt. 2004         | 14. Aug. 2006                          | Jace Alexander   | Peter Tolan & Denis Leary              |
| 13         | 13        | Küsse           | Sanctuary     | 13. Okt. 2004        | 21. Aug. 2006                          | Peter Tolan      | Peter Tolan & Denis Leary              |

## Staffel 2
Die Erstausstrahlung der zweiten Staffel war vom 21. Juni bis zum 13. September 2005 auf dem US-amerikanischen Kabelsender FX zu sehen. Die deutschsprachige Erstausstrahlung sendete der österreichische Free-TV-Sender ORF 1 vom 16. April 2008 bis zum 3. Februar 2009.
| Nr. (ges.) | Nr. (St.) | Deutscher Titel | Originaltitel | Erstausstrahlung USA | Deutschsprachige Erstausstrahlung (A) | Regie            | Drehbuch                               |
| ---------- | --------- | --------------- | ------------- | -------------------- | ------------------------------------- | ---------------- | -------------------------------------- |
| 14         | 1         | Fotos           | Voicemail     | 21. Juni 2005        | 16. Apr. 2008                         | Jace Alexander   | Peter Tolan & Denis Leary              |
| 15         | 2         | Stimmen         | Harmony       | 28. Juni 2005        | 23. Apr. 2008                         | Jace Alexander   | Peter Tolan & Denis Leary              |
| 16         | 3         | Leder           | Balls         | 5. Juli 2005         | 30. Apr. 2008                         | John Fortenberry | Peter Tolan & Denis Leary              |
| 17         | 4         | Beleidigt       | Twat          | 12. Juli 2005        | 14. Mai 2008                          | John Fortenberry | Peter Tolan & Denis Leary              |
| 18         | 5         | Vorurteile      | Sensitivity   | 19. Juli 2005        | 21. Mai 2008                          | Peter Tolan      | Peter Tolan & Denis Leary              |
| 19         | 6         | Pillen          | Reunion       | 26. Juli 2005        | 4. Juni 2008                          | Peter Tolan      | Peter Tolan & Denis Leary              |
| 20         | 7         | Beifahrer       | Shame         | 2. Aug. 2005         | 16. Dez. 2008                         | Jace Alexander   | Evan Reilly                            |
| 21         | 8         | Party           | Believe       | 9. Aug. 2005         | 23. Dez. 2008                         | Jace Alexander   | Evan Reilly                            |
| 22         | 9         | Gedichte        | Rebirth       | 16. Aug. 2005        | 30. Dez. 2008                         | Jefery Levy      | Peter Tolan & Denis Leary              |
| 23         | 10        | Missbraucht?    | Brains        | 23. Aug. 2005        | 6. Jan. 2009                          | Jefery Levy      | Mike Martineau                         |
| 24         | 11        | Weichei         | Bitch         | 30. Aug. 2005        | 13. Jan. 2009                         | John Fortenberry | John Scurti                            |
| 25         | 12        | Reich?          | Happy         | 6. Sep. 2005         | 27. Jan. 2009                         | John Fortenberry | Peter Tolan & Denis Leary              |
| 26         | 13        | Ehrensache      | Justice       | 13. Sep. 2005        | 3. Feb. 2009                          | Peter Tolan      | Peter Tolan, Denis Leary & Evan Reilly |

## Staffel 3
Die Erstausstrahlung der dritten Staffel war vom 30. Mai bis zum 29. August 2005 auf dem US-amerikanischen Kabelsender FX zu sehen. Die deutschsprachige Erstausstrahlung sendete der österreichische Free-TV-Sender ORF 1 vom 10. Februar bis zum 5. Mai 2009.
| Nr. (ges.) | Nr. (St.) | Deutscher Titel  | Originaltitel | Erstausstrahlung USA | Deutschsprachige Erstausstrahlung (A) | Regie            | Drehbuch                  |
| ---------- | --------- | ---------------- | ------------- | -------------------- | ------------------------------------- | ---------------- | ------------------------- |
| 27         | 1         | Entzug           | Devil         | 30. Mai 2006         | 10. Feb. 2009                         | Peter Tolan      | Peter Tolan & Denis Leary |
| 28         | 2         | Geburtstag       | Discovery     | 6. Juni 2006         | 17. Feb. 2009                         | Peter Tolan      | Peter Tolan & Denis Leary |
| 29         | 3         | Lehrerin         | Torture       | 13. Juni 2006        | 24. Feb. 2009                         | Jace Alexander   | Evan Reilly               |
| 30         | 4         | Brüder           | Sparks        | 20. Juni 2006        | 3. März 2009                          | Jace Alexander   | Peter Tolan & Denis Leary |
| 31         | 5         | Kidnapping       | Chlamydia     | 27. Juni 2006        | 10. März 2009                         | Evan Reilly      | John Fortenberry          |
| 32         | 6         | Zombies          | Zombies       | 11. Juli 2006        | 17. März 2009                         | John Fortenberry | Peter Tolan & Denis Leary |
| 33         | 7         | Überlebensschuld | Satisfaction  | 18. Juli 2006        | 24. März 2009                         | Ken Girotti      | Peter Tolan & Denis Leary |
| 34         | 8         | Lächerlich       | Karate        | 25. Juli 2006        | 31. März 2009                         | Evan Reilly      | Ken Girotti               |
| 35         | 9         | Stoned           | Pieces        | 1. Aug. 2006         | 7. Apr. 2009                          | Jace Alexander   | Peter Tolan & Denis Leary |
| 36         | 10        | Todesengel       | Retards       | 8. Aug. 2006         | 14. Apr. 2009                         | Jace Alexander   | Evan Reilly               |
| 37         | 11        | Schüsse          | Twilight      | 15. Aug. 2006        | 21. Apr. 2009                         | John Fortenberry | John Scurti               |
| 38         | 12        | Johnny           | Hell          | 22. Aug. 2006        | 28. Apr. 2009                         | Peter Tolan      | Peter Tolan & Denis Leary |
| 39         | 13        | Gestrandet       | Beached       | 29. Aug. 2006        | 5. Mai 2009                           | Peter Tolan      | Peter Tolan & Denis Leary |

## Staffel 4
Die Erstausstrahlung der vierten Staffel war vom 13. Juni bis zum 12. September 2006 auf dem US-amerikanischen Kabelsender FX zu sehen. Die deutschsprachige Erstausstrahlung sendete der österreichische Free-TV-Sender ORF 1 vom 12. Mai bis zum 4. August 2009.
| Nr. (ges.) | Nr. (St.) | Deutscher Titel | Originaltitel | Erstausstrahlung USA | Deutschsprachige Erstausstrahlung (A) | Regie            | Drehbuch                               |
| ---------- | --------- | --------------- | ------------- | -------------------- | ------------------------------------- | ---------------- | -------------------------------------- |
| 40         | 1         | Porno           | Babyface      | 13. Juni 2007        | 12. Mai 2009                          | Peter Tolan      | Peter Tolan & Denis Leary              |
| 41         | 2         | Chancenlos      | Tuesday       | 20. Juni 2007        | 19. Mai 2009                          | Jace Alexander   | Peter Tolan & Denis Leary              |
| 42         | 3         | Jerry           | Commitment    | 27. Juni 2007        | 26. Mai 2009                          | Jace Alexander   | Evan Reilly                            |
| 43         | 4         | Chemie          | Pussified     | 11. Juli 2007        | 2. Juni 2009                          | Jace Alexander   | Peter Tolan & Denis Leary              |
| 44         | 5         | Namenlos        | Black         | 18. Juli 2007        | 9. Juni 2009                          | Jace Alexander   | Mike Martineau                         |
| 45         | 6         | Zippo           | Balance       | 25. Juli 2007        | 16. Juni 2009                         | Don Scardino     | Evan Reilly                            |
| 46         | 7         | Sieben          | Seven         | 1. Aug. 2007         | 23. Juni 2009                         | Don Scardino     | Peter Tolan & Denis Leary              |
| 47         | 8         | Allein          | Solo          | 8. Aug. 2007         | 30. Aug. 2009                         | Ken Girotti      | Peter Tolan, Denis Leary & Evan Reilly |
| 48         | 9         | Trinker         | Animal        | 15. Aug. 2007        | 7. Juli 2009                          | Ken Girotti      | Evan Reilly                            |
| 49         | 10        | Höhenangst      | High          | 21. Sep. 2007        | 14. Juli 2009                         | John Fortenberry | Peter Tolan & Denis Leary              |
| 50         | 11        | Schwächen       | Cycle         | 28. Sep. 2007        | 21. Juli 2009                         | John Fortenberry | John Scurti                            |
| 51         | 12        | Geister         | Keefe         | 5. Sep. 2007         | 28. Juli 2009                         | Jace Alexander   | Peter Tolan, Denis Leary & Evan Reilly |
| 52         | 13        | Vorbei          | Yaz           | 12. Sep. 2007        | 4. Aug. 2009                          | Jace Alexander   | Peter Tolan, Denis Leary & Evan Reilly |

## Staffel 5
Die Erstausstrahlung der fünften Staffel war vom 7. April bis zum 1. September 2009 auf dem US-amerikanischen Kabelsender FX zu sehen. Die deutschsprachige Erstausstrahlung sendete der deutsche Pay-TV-Sender TNT Serie vom 9. April bis zum 3. September 2011.
| Nr. (ges.) | Nr. (St.) | Deutscher Titel | Originaltitel | Erstausstrahlung USA | Deutschsprachige Erstausstrahlung (D) | Regie              | Drehbuch                                               |
| ---------- | --------- | --------------- | ------------- | -------------------- | ------------------------------------- | ------------------ | ------------------------------------------------------ |
| 53         | 1         | Taufe           | Baptism       | 7. Apr. 2009         | 9. Apr. 2011                          | Peter Tolan        | Evan Reilly                                            |
| 54         | 2         | Französisch     | French        | 14. Apr. 2009        | 16. Apr. 2011                         | Peter Tolan        | Peter Tolan & Denis Leary                              |
| 55         | 3         | Wein            | Wine          | 21. Apr. 2009        | 23. Apr. 2011                         | John Fortenberry   | Peter Tolan & Denis Leary                              |
| 56         | 4         | Jimmy           | Jimmy         | 28. Apr. 2009        | 30. Apr. 2011                         | John Fortenberry   | Evan Reilly                                            |
| 57         | 5         | Sheila          | Sheila        | 5. Mai 2009          | 7. Mai 2011                           | Constantine Makris | Denis Leary & Evan Reilly                              |
| 58         | 6         | Perspektiven    | Perspective   | 12. Mai 2009         | 14. Mai 2011                          | Constantine Makris | Peter Tolan & Denis Leary                              |
| 59         | 7         | Berührungen     | Play          | 19. Mai 2009         | 21. Mai 2011                          | Peter Tolan        | Peter Tolan & Denis Leary                              |
| 60         | 8         | Feuerprobe      | Iceman        | 26. Mai 2009         | 28. Mai 2011                          | Peter Tolan        | Denis Leary & Evan Reilly                              |
| 61         | 9         | Tauwetter       | Thaw          | 2. Juni 2009         | 4. Juni 2011                          | Peter Markle       | Denis Leary & Evan Reilly                              |
| 62         | 10        | Kontrolle       | Control       | 9. Juni 2009         | 11. Juni 2011                         | Rosemary Rodriguez | Peter Tolan, Denis Leary, Evan Reilly & Mike Martineau |
| 63         | 11        | Mickey          | Mickey        | 16. Juni 2009        | 18. Juni 2011                         | John Fortenberry   | Peter Tolan, Denis Leary, Evan Reilly                  |
| 64         | 12        | Krankheit       | Disease       | 23. Juni 2009        | 25. Juni 2011                         | John Fortenberry   | Evan Reilly                                            |
| 65         | 13        | Fackel          | Torch         | 30. Juni 2009        | 2. Juli 2011                          | John Fortenberry   | Peter Tolan & Denis Leary                              |
| 66         | 14        | Räder           | Wheels        | 7. Juli 2009         | 9. Juli 2011                          | Rosemary Rodriguez | Evan Reilly                                            |
| 67         | 15        | Löffelchen      | Initiation    | 14. Juli 2009        | 16. Juli 2011                         | Rosemary Rodriguez | Peter Tolan & Denis Leary                              |
| 68         | 16        | Sauber          | Clean         | 21. Juli 2009        | 23. Juli 2011                         | Constantine Makris | Denis Leary & Evan Reilly                              |
| 69         | 17        | Lesben          | Lesbos        | 28. Juli 2009        | 30. Juli 2011                         | Ken Girotti        | Denis Leary & Evan Reilly                              |
| 70         | 18        | Schwänzchen     | Carrot        | 4. Aug. 2009         | 6. Aug. 2011                          | Ken Girotti        | Denis Leary & Evan Reilly                              |
| 71         | 19        | David           | David         | 11. Aug. 2009        | 13. Aug. 2011                         | John Fortenberry   | Denis Leary & Evan Reilly                              |
| 72         | 20        | Zippo           | Zippo         | 18. Aug. 2009        | 20. Aug. 2011                         | John Fortenberry   | Denis Leary & Evan Reilly                              |
| 73         | 21        | Sprung          | Jump          | 25. Aug. 2009        | 27. Aug. 2011                         | Peter Tolan        | Peter Tolan, Denis Leary & Evan Reilly                 |
| 74         | 22        | Alkohol         | Drink         | 1. Sep. 2009         | 3. Sep. 2011                          | Peter Tolan        | Peter Tolan & Denis Leary                              |

## Staffel 6
Die Erstausstrahlung der sechsten Staffel war vom 29. Juni bis zum 31. August 2010 auf dem US-amerikanischen Kabelsender FX zu sehen. Die deutschsprachige Erstausstrahlung sendete der deutsche Pay-TV-Sender TNT Serie vom 10. September bis zum 26. November 2011.
| Nr. (ges.) | Nr. (St.) | Deutscher Titel    | Originaltitel | Erstausstrahlung USA | Deutschsprachige Erstausstrahlung (D) | Regie              | Drehbuch                  |
| ---------- | --------- | ------------------ | ------------- | -------------------- | ------------------------------------- | ------------------ | ------------------------- |
| 75         | 1         | Ängste             | Legacy        | 29. Juni 2010        | 10. Sep. 2011                         | Peter Tolan        | Denis Leary & Peter Tolan |
| 76         | 2         | Veränderung        | Change        | 6. Juli 2010         | 17. Sep. 2011                         | Peter Tolan        | Denis Leary & Evan Reilly |
| 77         | 3         | Comeback           | Comeback      | 13. Juli 2010        | 24. Sep. 2011                         | Constantine Makris | Evan Reilly               |
| 78         | 4         | Ausbruch           | Breakout      | 20. Juli 2010        | 1. Okt. 2011                          | Constantine Makris | Evan Reilly               |
| 79         | 5         | Blackout           | Blackout      | 27. Juli 2010        | 8. Okt. 2011                          | Peter Tolan        | Denis Leary & Peter Tolan |
| 80         | 6         | Teufelsaustreibung | Sanctuary     | 3. Aug. 2010         | 15. Okt. 2011                         | Valerie Harrington | Denis Leary & Peter Tolan |
| 81         | 7         | Vergebung          | Forgiven      | 10. Aug. 2010        | 5. Nov. 2011                          | John Fortenberry   | Denis Leary & Evan Reilly |
| 82         | 8         | Peinlichkeiten     | Cowboy        | 17. Aug. 2010        | 12. Nov. 2011                         | John Fortenberry   | Denis Leary & Peter Tolan |
| 83         | 9         | Abgang             | Good-Bye      | 24. Aug. 2010        | 19. Nov. 2011                         | John Fortenberry   | Denis Leary & Evan Reilly |
| 84         | 10        | Defizite           | A.D.D.        | 31. Aug. 2010        | 26. Nov. 2011                         | Peter Tolan        | Denis Leary & Peter Tolan |

## Staffel 7
Die Erstausstrahlung der siebten und letzten Staffel war vom 13. Juli bis zum 7. September 2011 auf dem US-amerikanischen Kabelsender FX zu sehen. Die deutschsprachige Erstausstrahlung sendete der deutsche Pay-TV-Sender TNT Serie vom 3. Dezember 2011 bis zum 28. Januar 2012.
| Nr. (ges.) | Nr. (St.) | Deutscher Titel | Originaltitel | Erstausstrahlung USA | Deutschsprachige Erstausstrahlung (D) | Regie            | Drehbuch                                |
| ---------- | --------- | --------------- | ------------- | -------------------- | ------------------------------------- | ---------------- | --------------------------------------- |
| 85         | 1         | Frauenpower     | Mutha         | 13. Juli 2011        | 3. Dez. 2011                          | Peter Tolan      | Denis Leary & Evan Reilly               |
| 86         | 2         | Kritische Tage  | Menses        | 20. Juli 2011        | 10. Dez. 2011                         | John Fortenberry | Peter Tolan, Denis Leary & Evan Reilly  |
| 87         | 3         | Medienrummel    | Press         | 27. Juli 2011        | 17. Dez. 2011                         | John Fortenberry | Denis Leary, Evan Reilly & Zach Robbins |
| 88         | 4         | Brownies        | Brownies      | 3. Aug. 2011         | 24. Dez. 2011                         | John Fortenberry | Denis Leary & Evan Reilly               |
| 89         | 5         | Blaskonzert     | Head          | 10. Aug. 2011        | 31. Dez. 2011                         | Ken Girotti      | Denis Leary & Evan Reilly               |
| 90         | 6         | Flashbacks      | 344           | 17. Aug. 2011        | 7. Jan. 2012                          | Ken Girotti      | Denis Leary & Evan Reilly               |
| 91         | 7         | Doppelverrat    | Jeter         | 24. Aug. 2011        | 14. Jan. 2012                         | Ken Girotti      | Denis Leary & Evan Reilly               |
| 92         | 8         | Schwüre         | Vows          | 31. Aug. 2011        | 21. Jan. 2012                         | Evan Reilly      | Denis Leary, Peter Tolan & Evan Reilly  |
| 93         | 9         | Asche           | Ashes         | 7. Sep. 2011         | 28. Jan. 2012                         | Peter Tolan      | Denis Leary & Peter Tolan               |